# 学歴貴族
学歴貴族（がくれききぞく）とは、近代日本において、特定の学歴で一目をおかれ、貴族称号のように機能していることを比喩した言葉である。戦前においては旧制高等学校出身者がその典型であった。

## 学歴貴族とは
当時の学校体系は複線教育型に近く（該当項参照）、太平洋戦争開戦遥か前の旧制高校卒業者は、高くても該当年齢男子人口の1%にも満たないといわれ、大学に進学した者自体が少なく門戸は男子にのみ開かれたものであった。旧制高校の生徒は白線入り学生帽にマント姿で、深窓のお嬢様から町娘までが恋焦がれる存在であったという。

## 教養主義について
旧制高等学校生といえば、デカンショ節で有名なように、デカルト、カント、ショーペンハウアーなどを愛読する哲学青年や文学青年のイメージがある。「一高生はカントよりもカント的」という言葉もある。第一高等学校の校長である新渡戸稲造は、一高生を文化活動や読書、精神的修養をするように導いた。新渡戸によって「教養に基づく人格形成」という新風に接した者も少なくなかった。旧制高等学校の雰囲気の中で放たれる「芳香としての教養主義」は、学問や文化への尊敬の気持ちを残した。教養主義は、自ら作品をつくり、独創を誇るのではなく、傑作に接し、人類の文化の重みを知ることによる人格形成だった。そうした教養主義は、受動的といえば受動的、知の権威主義といえば権威主義ではあるが、生涯にわたる学問や文化への畏敬心を生んだ。以下は、旧制高等学校生の読書の一例。
＜文部省推薦図書＞（出典：文部省『文部省推薦図書時報』、第六集、1937年）
- 臼井成允　『信仰とその反省』
- 滝本誠一　『日本経済思想史』
- 太田正孝　『人情亡国論』
- 西晋一郎　『実践哲学概論』輝政
- 高楠順次郎　『人文の基調としての仏教』
- 松本亦太郎　『両親のための一般心理学』
- 安岡正篤　『東洋倫理概論』
- 深作安文　『思想と国家』
- 得能文　『哲学講話』
- 小西重直　『母のための教育講話』
- 藤原咲平　『気象と人生』
- 西村真琴　『大地のはらわた』
- 池田林儀　『新興ドイツ魂』
- 石原純　『自然科学概論』
- 石井菊次郎　『外交余録』
- 深田康算　『深田康算全集』（第三巻）

＜再刊希望図書調査＞（昭和21年3月実施）
≪書籍別≫
- 阿部次郎　『三太郎の日記』
- 夏目漱石　『漱石全集』
- 西田幾多郎　『哲学論文集』
- 寺田寅彦　『寅彦全集』
- 河合栄治郎　『学生叢書』
- トルストイ　『トルストイ全集』
- 西田幾多郎　『善の研究』
- 倉田百三　『愛と認識との出発』
- 阿部次郎　『人格主義』
- 森鷗外　『鷗外全集』

≪著者別≫
- 西田幾多郎
- 阿部次郎
- 和辻哲郎
- 河合栄治郎
- 夏目漱石
- 三木清
- 寺田寅彦
- トルストイ
- 津田左右吉
- 森鷗外

＜重版書籍世論調査＞（昭和21年4月実施）
- 西田幾多郎　『善の研究』
- 阿部次郎　『倫理学の根本問題』
- トルストイ　『戦争と平和』
- 田辺元　『哲学通論』
- 河合栄治郎　『社会思想史研究』
- 河合栄治郎　『学生と教養』
- 三木清　『哲学ノート』
- 西田幾多郎　『哲学論文集』4・5
- キュリー　『キュリー夫人伝』
- 河合栄治郎　『学生と読書』